# Kazuhiro Murata
Kazuhiro Murata (Nagasaki, 12 mei 1969) is een voormalig Japans voetballer.

## Carrière
Kazuhiro Murata speelde tussen 1993 en 2000 voor Cerezo Osaka en Oita Trinita.